# Svetovni dan knjige in avtorskih pravic
Svetovni dan knjige se obeležuje 23. aprila. Slovenija je ena redkih evropskih držav, ki praznik knjige praznuje en teden. Ob priložnostih dneva knjige je bilo predstavljenih kar nekaj predlogov, kako narediti povprečnemu bralcu knjigo bolj dostopno, med drugim tudi ta, da bi se davek na knjige ukinil ali vsaj zmanjšal iz zdajšnjih 20 % na 8 % vrednosti knjige.